# Password (programa de televisión)
Este artículo se refiere al programa de televisión de 2008, para ver el término referente al homónimo programa presentado por Cristina Pedroche véase Password (programa de televisión de 2023).
Password fue un concurso emitido por el canal español de televisión Cuatro. El formato, que es la versión española del concurso norteamericano Million Dollar Password estrenado en CBS en 2008, fue presentado inicialmente por Luján Argüelles (desde el 7 de julio de 2008, hasta el 25 de enero de 2010) y, posteriormente, por Ana Milán (desde el 25 de enero de 2010 hasta el 10 de junio de 2010).

## Mecánica del concurso
Una pareja formada por un concursante y un invitado famoso compite contra otra pareja de las mismas características. El objetivo del concurso es adivinar palabras secretas, passwords, que sólo uno de los miembros de la pareja conoce. En un tiempo determinado la pareja tendrá que descubrir el máximo número de passwords posibles, para ello de forma alterna los integrantes de la pareja dirán una palabra, el concursante que conoce el password una pista y el que los tiene que acertar la palabra que cree que está escondida, cuando la descubre, o bien si resulta imposible hacerlo, pasan al siguiente password. Está prohibido dar como pistas palabras que tengan la misma raíz que la palabra a adivinar. (Por ejemplo, no se puede decir "brazo" para adivinar el password "abrazar").
En la rondas clasificatorias cada concursante tendrá 4 rondas de 30 segundos para descubrir en cada una de ellas un máximo de 5 passwords. Cada concursante jugará 2 rondas con cada uno de los invitados famosos que hay cada día en el programa, una ronda dando las pistas y la otra acertando los passwords, pasando a continuación al intercambio de los invitados. El concursante que acierte más passwords en estas 4 rondas pasará a la ronda final acompañado por el invitado que le ha ayudado a descubrir más palabras.

### Ronda final
La mecánica de la ronda final es muy parecida a la de la ronda clasificatoria con algunas excepciones:
- El tiempo para cada ronda pasa a ser de 1 minuto y medio.
- Para cada password se pueden dar como máximo 3 pistas.
- Si en una password se dice "siguiente", esa palabra no vuelve a aparecer, a diferencia de en la ronda clasificatoria.
- El concursante elige quién va a dar las pistas. Esta elección se mantiene durante toda la ronda final.

Los niveles de premios son los siguientes:
- 1º nivel: 5 / 10 aciertos ---> 500 euros
- 2º nivel: 5 / 9 aciertos ---> 1.000 euros
- 3º nivel: 5 / 8 aciertos ---> 2.500 euros (nivel de seguridad)
- 4º nivel: 5 / 7 aciertos ---> 5.000 euros
- 5º nivel: 5 / 6 aciertos ---> 7.500 euros
- 6º nivel: 5 / 5 aciertos ---> 30.000 euros(*)

(*) Bote mínimo, que se irá incrementando diariamente con 1.000 euros.

## Equipo

### Presentadoras
| Presentador/a     | Información           | Cuatro (canal de televisión) | Cuatro (canal de televisión) | Cuatro (canal de televisión) |      |
| Presentador/a     | Información           | 2008                         | 2009                         | 2010                         | 2023 |
| ----------------- | --------------------- | ---------------------------- | ---------------------------- | ---------------------------- | ---- |
| Luján Argüelles   | Presentadora          |                              |                              |                              |      |
| Ana Milán         | Presentadora y actriz |                              |                              |                              |      |
| Cristina Pedroche | Presentadora          |                              |                              |                              |      |

## Audiencias

#### Temporada 1: 2008
| 1     | 7 de julio de 2008   | 371 000 (5,5%) |
| 2     | 8 de julio de 2008   | 318 000 (5,1%) |
| 3     | 9 de julio de 2008   | 359 000 (5,6%) |
| 4     | 10 de julio de 2008  | 428 000 (6,4%) |
| 5     | 11 de julio de 2008  | 333 000 (5,2%) |
| 6     | 14 de julio de 2008  | 366 000 (5,4%) |
| 7     | 15 de julio de 2008  | 392 000 (5,8%) |
| 8     | 16 de julio de 2008  | 414 000 (6,1%) |
| 10    | 17 de julio de 2008  | 502 000 (7,3%) |
| 11    | 18 de julio de 2008  | 381 000 (6,0%) |
| 12    | 21 de julio de 2008  | 353 000 (5,4%) |
| 13    | 22 de julio de 2008  | 450 000 (6,7%) |
| 14    | 23 de julio de 2008  | 431 000 (6,4%) |
| 15    | 24 de julio de 2008  | 419 000 (6,3%) |
| 16    | 25 de julio de 2008  | 404 000 (6,0%) |
| 17    | 28 de julio de 2008  | 434 000 (6,2%) |
| 18    | 29 de julio de 2008  | 426 000 (6,5%) |
| 19    | 30 de julio de 2008  | 387 000 (5,8%) |
| 20    | 31 de julio de 2008  | 495 000 (7,3%) |
| 21    | 1 de agosto de 2008  | 516 000 (7,7%) |
| 22    | 4 de agosto de 2008  | 429 000 (6,2%) |
| 23    | 5 de agosto de 2008  | 434 000 (6,5%) |
| 24    | 6 de agosto de 2008  | 530 000 (7,8%) |
| 25    | 7 de agosto de 2008  | 475 000 (7,3%) |
| 26    | 8 de agosto de 2008  | 489 000 (7,3%) |
| 26    | 8 de agosto de 2008  | 489 000 (7,3%) |
| 27    | 11 de agosto de 2008 | 396 000 (6,0%) |
| 28    | 12 de agosto de 2008 | 453 000 (6,5%) |
| 29    | 13 de agosto de 2008 | 491 000 (7,4%) |
| 30    | 14 de agosto de 2008 | 360 000 (5,5%) |
| 31    | 18 de agosto de 2008 | 399 000 (6,0%) |
| 32    | 19 de agosto de 2008 | 405 000 (6,5%) |
| 33    | 21 de agosto de 2008 | 433 000 (6,4%) |
| 34    | 22 de agosto de 2008 | 468 000 (6,7%) |
| 35    | 25 de agosto de 2008 | 528 000 (8,1%) |
| 36    | 26 de agosto de 2008 | 492 000 (7,3%) |
| 37    | 27 de agosto de 2008 | 520 000 (7,9%) |
| 38    | 28 de agosto de 2008 | 538 000 (8,0%) |
| 39    | 29 de agosto de 2008 | 476 000 (7,5%) |
| MEDIA | MEDIA                | *              |

#### Temporada 2: 2008-2009
| 40    | 1 de septiembre de 2008  | 497 000 (7,0%)  |
| 41    | 2 de septiembre de 2008  | 562 000 (8,4%)  |
| 42    | 3 de septiembre de 2008  | 502 000 (7,3%)  |
| 43    | 4 de septiembre de 2008  | 563 000 (8,1%)  |
| 44    | 5 de septiembre de 2008  | 572 000 (8,0%)  |
| 45    | 8 de septiembre de 2008  | 501 000 (7,1%)  |
| 46    | 9 de septiembre de 2008  | 498 000 (6,8%)  |
| 47    | 10 de septiembre de 2008 | 537 000 (7,9%)  |
| 48    | 11 de septiembre de 2008 | 510 000 (6,9%)  |
| 49    | 12 de septiembre de 2008 | 509 000 (7,1%)  |
| 50    | 15 de septiembre de 2008 | 544 000 (7,8%)  |
| 51    | 16 de septiembre de 2008 | 545 000 (7,7%)  |
| 52    | 17 de septiembre de 2008 | 564 000 (8,2%)  |
| 53    | 18 de septiembre de 2008 | 567 000 (7,6%)  |
| 54    | 19 de septiembre de 2008 | 448 000 (6,1%)  |
| 55    | 22 de septiembre de 2008 | 584 000 (6,8%)  |
| 56    | 23 de septiembre de 2008 | 490 000 (6,4%)  |
| 57    | 24 de septiembre de 2008 | 578 000 (7,2%)  |
| 58    | 25 de septiembre de 2008 | 616 000 (8,2%)  |
| 59    | 26 de septiembre de 2008 | 469 000 (6,3%)  |
| 60    | 29 de septiembre de 2008 | 598 000 (7,9%)  |
| 61    | 30 de septiembre de 2008 | 431 000 (4,7%)  |
| 62    | 1 de octubre de 2008     | 582 000 (8,1%)  |
| 63    | 2 de octubre de 2008     | 470 000 (6,4%)  |
| 64    | 3 de octubre de 2008     | 484 000 (6,3%)  |
| 65    | 6 de octubre de 2008     | 493 000 (6,6%)  |
| 67    | 7 de octubre de 2008     | 610 000 (7,3%)  |
| 68    | 8 de octubre de 2008     | 600 000 (7,6%)  |
| 69    | 9 de octubre de 2008     | 633 000 (7,3%)  |
| 70    | 10 de octubre de 2008    | 514 000 (6,5%)  |
| 71    | 13 de octubre de 2008    | 544 000 (6,2%)  |
| 72    | 14 de octubre de 2008    | 497 000 (6,4%)  |
| 73    | 15 de octubre de 2008    | 566 000 (7,7%)  |
| 74    | 16 de octubre de 2008    | 565 000 (7,1%)  |
| 75    | 17 de octubre de 2008    | 620 000 (7,9%)  |
| 76    | 20 de octubre de 2008    | 527 000 (6,7%)  |
| 77    | 21 de octubre de 2008    | 611 000 (7,2%)  |
| 78    | 22 de octubre de 2008    | 699 000 (7,6%)  |
| 79    | 23 de octubre de 2008    | 628 000 (7,5%)  |
| 80    | 24 de octubre de 2008    | 558 000 (6,6%)  |
| 81    | 27 de octubre de 2008    | 748 000 (7,6%)  |
| 82    | 28 de octubre de 2008    | 761 000 (7,2%)  |
| 83    | 29 de octubre de 2008    | 718 000 (7,1%)  |
| 84    | 30 de octubre de 2008    | 761 000 (7,8%)  |
| 85    | 31 de octubre de 2008    | 710 000 (7,2%)  |
| 86    | 3 de noviembre de 2008   | 685 000 (7,2%)  |
| 87    | 4 de noviembre de 2008   | 688 000 (7,0%)  |
| 88    | 5 de noviembre de 2008   | 752 000 (7,6%)  |
| 89    | 6 de noviembre de 2008   | 571 000 (6,1%)  |
| 90    | 7 de noviembre de 2008   | 707 000 (7,5%)  |
| 91    | 10 de noviembre de 2008  | 792 000 (8,1%)  |
| 92    | 11 de noviembre de 2008  | 770 000 (8,0%)  |
| 93    | 12 de noviembre de 2008  | 837 000 (8,5%)  |
| 94    | 13 de noviembre de 2008  | 710 000 (7,4%)  |
| 95    | 14 de noviembre de 2008  | 786 000 (8,3%)  |
| 96    | 18 de noviembre de 2008  | 601 000 (6,0%)  |
| 97    | 19 de noviembre de 2008  | 704 000 (7,2%)  |
| 98    | 20 de noviembre de 2008  | 593 000 (6,4%)  |
| 99    | 21 de noviembre de 2008  | 766 000 (8,1%)  |
| 100   | 24 de noviembre de 2008  | 798 000 (7,7%)  |
| 100   | 25 de noviembre de 2008  | 763 000 (7,5%)  |
| 101   | 26 de noviembre de 2008  | 745 000 (7,1%)  |
| 102   | 27 de noviembre de 2008  | 671 000 (6,9%)  |
| 103   | 28 de noviembre de 2008  | 804 000 (7,8%)  |
| 104   | 1 de diciembre de 2008   | 836 000 (7,6%)  |
| 105   | 2 de diciembre de 2008   | 783 000 (7,8%)  |
| 106   | 3 de diciembre de 2008   | 755 000 (7,0%)  |
| 107   | 4 de diciembre de 2008   | 696 000 (6,8%)  |
| 108   | 5 de diciembre de 2008   | 632 000 (6,7%)  |
| 109   | 9 de diciembre de 2008   | 626 000 (6,2%)  |
| 110   | 10 de diciembre de 2008  | 773 000 (7,8%)  |
| 111   | 11 de diciembre de 2008  | 571 000 (6,1%)  |
| 112   | 12 de diciembre de 2008  | 739 000 (7,6%)  |
| 113   | 15 de diciembre de 2008  | 706 000 (6,9%)  |
| 114   | 16 de diciembre de 2008  | 736 000 (7,6%)  |
| 115   | 17 de diciembre de 2008  | 752 000 (7,9%)  |
| 116   | 18 de diciembre de 2008  | 530 000 (5,8%)  |
| 117   | 19 de diciembre de 2008  | 710 000 (7,7%)  |
| 118   | 22 de diciembre de 2008  | 695 000 (7,3%)  |
| 119   | 23 de diciembre de 2008  | 556 000 (6,1%)  |
| 120   | 26 de diciembre de 2008  | 877 000 (8,0%)  |
| 121   | 29 de diciembre de 2008  | 879 000 (8,9%)  |
| 122   | 30 de diciembre de 2008  | 625 000 (6,8%)  |
| 123   | 31 de diciembre de 2008  | 796 000 (7,1%)  |
| 124   | 7 de enero de 2009       | 831 000 (7,4%)  |
| 125   | 8 de enero de 2009       | 691 000 (6,2%)  |
| 126   | 9 de enero de 2009       | 768 000 (6,7%)  |
| 127   | 12 de enero de 2009      | 855 000 (8,0%)  |
| 128   | 13 de enero de 2009      | 767 000 (7,1%)  |
| 129   | 14 de enero de 2009      | 638 000 (6,0%)  |
| 130   | 15 de enero de 2009      | 746 000 (7,3%)  |
| 131   | 16 de enero de 2009      | 680 000 (6,8%)  |
| 132   | 19 de enero de 2009      | 657 000 (6,1%)  |
| 133   | 20 de enero de 2009      | 882 000 (7,4%)  |
| 134   | 21 de enero de 2009      | 729 000 (7,1%)  |
| 135   | 22 de enero de 2009      | 675 000 (6,0%)  |
| 136   | 23 de enero de 2009      | 676 000 (6,5%)  |
| 137   | 26 de enero de 2009      | 779 000 (7,3%)  |
| 138   | 27 de enero de 2009      | 782 000 (7,2%)  |
| 139   | 28 de enero de 2009      | 684 000 (6,3%)  |
| 140   | 29 de enero de 2009      | 743 000 (7,3%)  |
| 141   | 30 de enero de 2009      | 743 000 (7,3%)  |
| 142   | 2 de febrero de 2009     | 759 000 (7,3%)  |
| 143   | 3 de febrero de 2009     | 709 000 (6,7%)  |
| 144   | 4 de febrero de 2009     | 739 000 (7,0%)  |
| 145   | 5 de febrero de 2009     | 687 000 (6,5%)  |
| 146   | 6 de febrero de 2009     | 686 000 (6,2%)  |
| 147   | 9 de febrero de 2009     | 723 000 (6,5%)  |
| 148   | 10 de febrero de 2009    | 646 000 (6,2%)  |
| 149   | 11 de febrero de 2009    | 677 000 (6,7%)  |
| 150   | 12 de febrero de 2009    | 641 000 (6,7%)  |
| 151   | 13 de febrero de 2009    | 718 000 (7,5%)  |
| 152   | 16 de febrero de 2009    | 713 000 (6,8%)  |
| 153   | 17 de febrero de 2009    | 570 000 (5,9%)  |
| 154   | 18 de febrero de 2009    | 697 000 (6,8%)  |
| 155   | 19 de febrero de 2009    | 639 000 (6,6%)  |
| 156   | 20 de febrero de 2009    | 607 000 (6,4%)  |
| 157   | 20 de febrero de 2009    | 509 000 (4,3%)  |
| 158   | 23 de febrero de 2009    | 703 000 (5,4%)  |
| 159   | 24 de febrero de 2009    | 795 000 (6,1%)  |
| 160   | 25 de febrero de 2009    | 678 000 (5,5%)  |
| 161   | 26 de febrero de 2009    | 629 000 (5,2%)  |
| 162   | 27 de febrero de 2009    | 616 000 (5,6%)  |
| 163   | 2 de marzo de 2009       | 759 000 (5,7%)  |
| 164   | 3 de marzo de 2009       | 763 000 (6,0%)  |
| 165   | 4 de marzo de 2009       | 746 000 (5,3%)  |
| 166   | 5 de marzo de 2009       | 793 000 (6,1%)  |
| 167   | 6 de marzo de 2009       | 693 000 (5,7%)  |
| 168   | 9 de marzo de 2009       | 766 000 (6,0%)  |
| 169   | 10 de marzo de 2009      | 707 000 (5,6%)  |
| 170   | 11 de marzo de 2009      | 682 000 (5,8%)  |
| 171   | 12 de marzo de 2009      | 750 000 (6,4%)  |
| 172   | 13 de marzo de 2009      | 683 000 (6,6%)  |
| 173   | 16 de marzo de 2009      | 775 000 (6,6%)  |
| 174   | 17 de marzo de 2009      | 681 000 (5,8%)  |
| 175   | 18 de marzo de 2009      | 647 000 (5,8%)  |
| 176   | 19 de marzo de 2009      | 584 000 (5,2%)  |
| 177   | 20 de marzo de 2009      | 626 000 (5,8%)  |
| 178   | 23 de marzo de 2009      | 707 000 (5,9%)  |
| 179   | 24 de marzo de 2009      | 676 000 (5,7%)  |
| 180   | 25 de marzo de 2009      | 782 000 (6,9%)  |
| 181   | 26 de marzo de 2009      | 683 000 (5,9%)  |
| 182   | 27 de marzo de 2009      | 707 000 (6,5%)  |
| 183   | 30 de marzo de 2009      | 780 000 (6,5%)  |
| 184   | 31 de marzo de 2009      | 744 000 (6,4%)  |
| 185   | 1 de abril de 2009       | 513 000 (4,0%)  |
| 186   | 2 de abril de 2009       | 700 000 (6,4%)  |
| 187   | 3 de abril de 2009       | 671 000 (7,1%)  |
| 188   | 6 de abril de 2009       | 759 000 (7,2%)  |
| 189   | 7 de abril de 2009       | 659 000 (6,3%)  |
| 190   | 8 de abril de 2009       | 653 000 (7,1%)  |
| 191   | 13 de abril de 2009      | 718 000 (6,3%)  |
| 192   | 14 de abril de 2009      | 741 000 (6,4%)  |
| 193   | 15 de abril de 2009      | 780 000 (7,1%)  |
| 194   | 16 de abril de 2009      | 785 000 (7,3%)  |
| 195   | 17 de abril de 2009      | 679 000 (6,7%)  |
| 196   | 20 de abril de 2009      | 695 000 (6,4%)  |
| 197   | 21 de abril de 2009      | 876 000 (8,3%)  |
| 198   | 22 de abril de 2009      | 702 000 (7,1%)  |
| 199   | 23 de abril de 2009      | 629 000 (6,7%)  |
| 200   | 24 de abril de 2009      | 601 000 (6,7%)  |
| 201   | 27 de abril de 2009      | 807 000 (6,4%)  |
| 202   | 28 de abril de 2009      | 794 000 (6,9%)  |
| 203   | 29 de abril de 2009      | 659 000 (6,6%)  |
| 204   | 30 de abril de 2009      | 706 000 (7,5%)  |
| 205   | 1 de mayo de 2009        | 631 000 (6,5%)  |
| 206   | 4 de mayo de 2009        | 710 000 (7,5%)  |
| 207   | 5 de mayo de 2009        | 771 000 (8,9%)  |
| 208   | 6 de mayo de 2009        | 647 000 (7,6%)  |
| 209   | 7 de mayo de 2009        | 695 000 (7,5%)  |
| 210   | 8 de mayo de 2009        | 592 000 (7,0%)  |
| 211   | 11 de mayo de 2009       | 908 000 (9,1%)  |
| 212   | 12 de mayo de 2009       | 597 000 (6,5%)  |
| 213   | 13 de mayo de 2009       | 675 000 (6,9%)  |
| 214   | 14 de mayo de 2009       | 757 000 (7,8%)  |
| 215   | 15 de mayo de 2009       | 616 000 (7,2%)  |
| 216   | 18 de mayo de 2009       | 610 000 (6,7%)  |
| 217   | 19 de mayo de 2009       | 737 000 (8,3%)  |
| 218   | 20 de mayo de 2009       | 709 000 (8,0%)  |
| 219   | 21 de mayo de 2009       | 724 000 (8,1%)  |
| 220   | 22 de mayo de 2009       | 654 000 (8,0%)  |
| 221   | 25 de mayo de 2009       | 756 000 (7,8%)  |
| 222   | 26 de mayo de 2009       | 754 000 (8,4%)  |
| 223   | 27 de mayo de 2009       | 744 000 (7,1%)  |
| 224   | 28 de mayo de 2009       | 595 000 (6,4%)  |
| 225   | 29 de mayo de 2009       | 516 000 (6,8%)  |
| 226   | 1 de junio de 2009       | 777 000 (8,9%)  |
| 227   | 2 de junio de 2009       | 645 000 (7,6%)  |
| 228   | 3 de junio de 2009       | 750 000 (8,8%)  |
| 229   | 4 de junio de 2009       | 684 000 (7,7%)  |
| 230   | 5 de junio de 2009       | 542 000 (5,9%)  |
| 231   | 8 de junio de 2009       | 906 000 (8,9%)  |
| 232   | 9 de junio de 2009       | 821 000 (8,7%)  |
| 233   | 10 de junio de 2009      | 739 000 (8,7%)  |
| 234   | 11 de junio de 2009      | 751 000 (9,1%)  |
| 235   | 12 de junio de 2009      | 695 000 (9,0%)  |
| 236   | 15 de junio de 2009      | 749 000 (8,3%)  |
| 237   | 16 de junio de 2009      | 820 000 (9,0%)  |
| 238   | 17 de junio de 2009      | 744 000 (8,6%)  |
| 239   | 18 de junio de 2009      | 710 000 (8,2%)  |
| 240   | 19 de junio de 2009      | 680 000 (8,3%)  |
| 241   | 22 de junio de 2009      | 698 000 (8,5%)  |
| 242   | 23 de junio de 2009      | 725 000 (8,9%)  |
| 243   | 24 de junio de 2009      | 617 000 (6,5%)  |
| 244   | 25 de junio de 2009      | 702 000 (8,6%)  |
| 245   | 26 de junio de 2009      | 625 000 (8,5%)  |
| 246   | 29 de junio de 2009      | 657 000 (8,1%)  |
| 247   | 30 de junio de 2009      | 747 000 (9,7%)  |
| 248   | 1 de julio de 2009       | 849 000 (11,0%) |
| 249   | 6 de julio de 2009       | 657 000 (7,9%)  |
| 250   | 8 de julio de 2009       | 598 000 (7,9%)  |
| 251   | 9 de julio de 2009       | 504 000 (6,8%)  |
| 252   | 10 de julio de 2009      | 529 000 (8,2%)  |
| 253   | 13 de julio de 2009      | 548 000 (7,2%)  |
| 254   | 14 de julio de 2009      | 512 000 (6,8%)  |
| 255   | 15 de julio de 2009      | 534 000 (7,5%)  |
| 256   | 16 de julio de 2009      | 566 000 (7,9%)  |
| 257   | 17 de julio de 2009      | 507 000 (7,5%)  |
| 258   | 20 de julio de 2009      | 522 000 (7,2%)  |
| 259   | 21 de julio de 2009      | 565 000 (7,6%)  |
| 260   | 22 de julio de 2009      | 553 000 (7,2%)  |
| 261   | 23 de julio de 2009      | 531 000 (7,1%)  |
| 262   | 24 de julio de 2009      | 555 000 (8,4%)  |
| 263   | 27 de julio de 2009      | 497 000 (6,5%)  |
| 264   | 28 de julio de 2009      | 543 000 (7,8%)  |
| 265   | 29 de julio de 2009      | 529 000 (7,6%)  |
| 266   | 30 de julio de 2009      | 392 000 (5,8%)  |
| 267   | 31 de julio de 2009      | 486 000 (7,3%)  |
| 268   | 3 de agosto de 2009      | 438 000 (6,4%)  |
| 269   | 4 de agosto de 2009      | 489 000 (7,2%)  |
| 270   | 5 de agosto de 2009      | 523 000 (7,8%)  |
| 271   | 6 de agosto de 2009      | 572 000 (8,4%)  |
| 272   | 7 de agosto de 2009      | 384 000 (6,0%)  |
| 273   | 10 de agosto de 2009     | 476 000 (6,8%)  |
| 274   | 11 de agosto de 2009     | 472 000 (7,1%)  |
| 275   | 12 de agosto de 2009     | 417 000 (6,6%)  |
| 276   | 13 de agosto de 2009     | 441 000 (7,0%)  |
| 277   | 14 de agosto de 2009     | 412 000 (6,9%)  |
| 278   | 17 de agosto de 2009     | 441 000 (6,6%)  |
| 279   | 18 de agosto de 2009     | 407 000 (6,1%)  |
| 280   | 19 de agosto de 2009     | 424 000 (6,0%)  |
| 281   | 20 de agosto de 2009     | 499 000 (7,2%)  |
| 282   | 21 de agosto de 2009     | 459 000 (7,0%)  |
| 283   | 24 de agosto de 2009     | 546 000 (7,6%)  |
| 284   | 25 de agosto de 2009     | 605 000 (8,3%)  |
| 285   | 26 de agosto de 2009     | 551 000 (8,2%)  |
| 286   | 27 de agosto de 2009     | 558 000 (8,2%)  |
| 287   | 28 de agosto de 2009     | 608 000 (8,4%)  |
| MEDIA | MEDIA                    | *               |

#### Temporada 3: 2009-2010
| 288   | 31 de agosto de 2009     | 540 000 (7,2%) |
| 289   | 1 de septiembre de 2009  | 472 000 (6,5%) |
| 290   | 2 de septiembre de 2009  | 472 000 (6,6%) |
| 291   | 3 de septiembre de 2009  | 510 000 (7,2%) |
| 292   | 4 de septiembre de 2009  | 498 000 (6,9%) |
| 293   | 7 de septiembre de 2009  | 416 000 (5,9%) |
| 294   | 8 de septiembre de 2009  | 559 000 (7,5%) |
| 295   | 9 de septiembre de 2009  | 406 000 (5,2%) |
| 296   | 10 de septiembre de 2009 | 396 000 (5,7%) |
| 297   | 11 de septiembre de 2009 | 452 000 (6,2%) |
| 298   | 14 de septiembre de 2009 | 458 000 (5,4%) |
| 299   | 15 de septiembre de 2009 | 447 000 (5,1%) |
| 300   | 16 de septiembre de 2009 | 451 000 (4,8%) |
| 301   | 17 de septiembre de 2009 | 425 000 (4,7%) |
| 302   | 18 de septiembre de 2009 | 507 000 (6,1%) |
| 303   | 21 de septiembre de 2009 | 487 000 (5,9%) |
| 304   | 22 de septiembre de 2009 | 496 000 (6,0%) |
| 305   | 23 de septiembre de 2009 | 441 000 (5,3%) |
| 306   | 24 de septiembre de 2009 | 460 000 (5,9%) |
| 307   | 25 de septiembre de 2009 | 449 000 (6,1%) |
| 308   | 28 de septiembre de 2009 | 517 000 (5,9%) |
| 309   | 29 de septiembre de 2009 | 599 000 (6,8%) |
| 310   | 30 de septiembre de 2009 | 560 000 (6,4%) |
| 311   | 1 de octubre de 2009     | 677 000 (7,8%) |
| 312   | 2 de octubre de 2009     | 512 000 (6,4%) |
| 313   | 5 de octubre de 2009     | 552 000 (6,5%) |
| 314   | 6 de octubre de 2009     | 497 000 (6,1%) |
| 315   | 7 de octubre de 2009     | 625 000 (7,2%) |
| 316   | 8 de octubre de 2009     | 560 000 (7,0%) |
| 317   | 9 de octubre de 2009     | 450 000 (5,9%) |
| 318   | 13 de octubre de 2009    | 582 000 (6,9%) |
| 319   | 14 de octubre de 2009    | 545 000 (6,2%) |
| 320   | 15 de octubre de 2009    | 520 000 (6,2%) |
| 321   | 16 de octubre de 2009    | 546 000 (6,3%) |
| 322   | 19 de octubre de 2009    | 657 000 (6,9%) |
| 323   | 20 de octubre de 2009    | 678 000 (6,4%) |
| 324   | 21 de octubre de 2009    | 669 000 (6,5%) |
| 325   | 22 de octubre de 2009    | 659 000 (6,5%) |
| 326   | 23 de octubre de 2009    | 625 000 (6,8%) |
| 327   | 26 de octubre de 2009    | 746 000 (7,2%) |
| 328   | 27 de octubre de 2009    | 690 000 (6,6%) |
| 329   | 28 de octubre de 2009    | 660 000 (6,3%) |
| 330   | 29 de octubre de 2009    | 637 000 (6,2%) |
| 331   | 30 de octubre de 2009    | 574 000 (6,0%) |
| 332   | 2 de noviembre de 2009   | 676 000 (6,0%) |
| 333   | 3 de noviembre de 2009   | 706 000 (6,4%) |
| 334   | 4 de noviembre de 2009   | 676 000 (6,0%) |
| 335   | 5 de noviembre de 2009   | 690 000 (6,0%) |
| 336   | 6 de noviembre de 2009   | 731 000 (7,1%) |
| 337   | 9 de noviembre de 2009   | 757 000 (6,4%) |
| 338   | 10 de noviembre de 2009  | 711 000 (6,3%) |
| 339   | 11 de noviembre de 2009  | 712 000 (6,4%) |
| 340   | 12 de noviembre de 2009  | 677 000 (6,2%) |
| 341   | 13 de noviembre de 2009  | 645 000 (6,0%) |
| 342   | 16 de noviembre de 2009  | 804 000 (7,1%) |
| 343   | 17 de noviembre de 2009  | 761 000 (6,9%) |
| 344   | 18 de noviembre de 2009  | 632 000 (5,8%) |
| 345   | 19 de noviembre de 2009  | 722 000 (6,5%) |
| 346   | 20 de noviembre de 2009  | 728 000 (6,8%) |
| 347   | 23 de noviembre de 2009  | 785 000 (6,8%) |
| 348   | 24 de noviembre de 2009  | 645 000 (5,8%) |
| 349   | 25 de noviembre de 2009  | 756 000 (6,7%) |
| 350   | 26 de noviembre de 2009  | 793 000 (7,2%) |
| 351   | 27 de noviembre de 2009  | 658 000 (6,2%) |
| 352   | 30 de noviembre de 2009  | 796 000 (6,6%) |
| 353   | 1 de diciembre de 2009   | 782 000 (6,8%) |
| 354   | 2 de diciembre de 2009   | 728 000 (6,4%) |
| 355   | 3 de diciembre de 2009   | 751 000 (6,7%) |
| 356   | 7 de diciembre de 2009   | 729 000 (6,5%) |
| 357   | 8 de diciembre de 2009   | 679 000 (4,8%) |
| 358   | 9 de diciembre de 2009   | 647 000 (5,9%) |
| 359   | 10 de diciembre de 2009  | 735 000 (6,8%) |
| 360   | 11 de diciembre de 2009  | 712 000 (6,8%) |
| 361   | 14 de diciembre de 2009  | 848 000 (6,7%) |
| 362   | 15 de diciembre de 2009  | 754 000 (6,4%) |
| 363   | 16 de diciembre de 2009  | 837 000 (6,8%) |
| 364   | 17 de diciembre de 2009  | 689 000 (6,0%) |
| 365   | 18 de diciembre de 2009  | 681 000 (5,9%) |
| 366   | 21 de diciembre de 2009  | 718 000 (5,9%) |
| 367   | 22 de diciembre de 2009  | 749 000 (6,6%) |
| 368   | 23 de diciembre de 2009  | 774 000 (7,3%) |
| 369   | 24 de diciembre de 2009  | 667 000 (6,0%) |
| 369   | 30 de diciembre de 2009  | 623 000 (5,8%) |
| 370   | 4 de enero de 2010       | 727 000 (6,4%) |
| 371   | 5 de enero de 2010       | 503 000 (5,0%) |
| 372   | 7 de enero de 2010       | 761 000 (5,8%) |
| 373   | 8 de enero de 2010       | 816 000 (6,4%) |
| 374   | 11 de enero de 2010      | 753 000 (6,2%) |
| 375   | 12 de enero de 2010      | 784 000 (6,4%) |
| 376   | 13 de enero de 2010      | 791 000 (6,5%) |
| 377   | 14 de enero de 2010      | 825 000 (7,1%) |
| 378   | 15 de enero de 2010      | 713 000 (6,5%) |
| 379   | 18 de enero de 2010      | 462 000 (4,6%) |
| 380   | 18 de enero de 2010      | 772 000 (6,7%) |
| 381   | 19 de enero de 2010      | 453 000 (4,6%) |
| 382   | 19 de enero de 2010      | 728 000 (6,3%) |
| 383   | 20 de enero de 2010      | 415 000 (4,2%) |
| 384   | 20 de enero de 2010      | 863 000 (7,5%) |
| 385   | 21 de enero de 2010      | 449 000 (4,8%) |
| 386   | 21 de enero de 2010      | 722 000 (6,7%) |
| 385   | 21 de enero de 2010      | 449 000 (4,8%) |
| 386   | 21 de enero de 2010      | 722 000 (6,7%) |
| 387   | 22 de enero de 2010      | 481 000 (4,8%) |
| 388   | 22 de enero de 2010      | 720 000 (6,5%) |
| 389   | 25 de enero de 2010      | 797 000 (7,0%) |
| 390   | 26 de enero de 2010      | 622 000 (5,4%) |
| 391   | 27 de enero de 2010      | 767 000 (6,8%) |
| 392   | 28 de enero de 2010      | 561 000 (5,3%) |
| 393   | 29 de enero de 2010      | 635 000 (6,1%) |
| 394   | 1 de febrero de 2010     | 656 000 (6,1%) |
| 395   | 2 de febrero de 2010     | 624 000 (6,0%) |
| 396   | 3 de febrero de 2010     | 540 000 (5,2%) |
| 397   | 4 de febrero de 2010     | 716 000 (6,6%) |
| 398   | 5 de febrero de 2010     | 587 000 (6,1%) |
| 399   | 8 de febrero de 2010     | 311 000 (3,0%) |
| 400   | 8 de febrero de 2010     | 664 000 (6,1%) |
| 401   | 9 de febrero de 2010     | 562 000 (5,3%) |
| 402   | 10 de febrero de 2010    | 623 000 (5,9%) |
| 403   | 11 de febrero de 2010    | 549 000 (5,1%) |
| 404   | 12 de febrero de 2010    | 567 000 (5,2%) |
| 405   | 15 de febrero de 2010    | 658 000 (5,5%) |
| 406   | 16 de febrero de 2010    | 545 000 (4,9%) |
| 407   | 17 de febrero de 2010    | 538 000 (5,0%) |
| 408   | 18 de febrero de 2010    | 583 000 (5,3%) |
| 409   | 19 de febrero de 2010    | 523 000 (5,0%) |
| 410   | 22 de febrero de 2010    | 580 000 (5,4%) |
| 411   | 23 de febrero de 2010    | 532 000 (4,8%) |
| 412   | 24 de febrero de 2010    | 504 000 (4,6%) |
| 413   | 25 de febrero de 2010    | 466 000 (4,4%) |
| 414   | 26 de febrero de 2010    | 486 000 (4,9%) |
| 415   | 1 de marzo de 2010       | 555 000 (5,3%) |
| 415   | 1 de marzo de 2010       | 555 000 (5,3%) |
| 416   | 2 de marzo de 2010       | 490 000 (4,4%) |
| 417   | 3 de marzo de 2010       | 554 000 (5,1%) |
| 418   | 4 de marzo de 2010       | 549 000 (5,8%) |
| 419   | 5 de marzo de 2010       | 585 000 (5,8%) |
| 420   | 8 de marzo de 2010       | 609 000 (5,2%) |
| 421   | 9 de marzo de 2010       | 451 000 (4,4%) |
| 422   | 10 de marzo de 2010      | 539 000 (5,3%) |
| 423   | 11 de marzo de 2010      | 509 000 (5,0%) |
| 424   | 12 de marzo de 2010      | 519 000 (5,2%) |
| 425   | 15 de marzo de 2010      | 547 000 (5,7%) |
| 426   | 16 de marzo de 2010      | 489 000 (5,3%) |
| 427   | 17 de marzo de 2010      | 522 000 (5,8%) |
| 428   | 18 de marzo de 2010      | 469 000 (5,4%) |
| 429   | 19 de marzo de 2010      | 549 000 (5,6%) |
| 430   | 22 de marzo de 2010      | 400 000 (4,6%) |
| 431   | 23 de marzo de 2010      | 470 000 (5,2%) |
| 432   | 24 de marzo de 2010      | 472 000 (4,9%) |
| 433   | 25 de marzo de 2010      | 389 000 (4,0%) |
| 434   | 26 de marzo de 2010      | 488 000 (5,5%) |
| 435   | 29 de marzo de 2010      | 488 000 (5,5%) |
| 436   | 29 de marzo de 2010      | 437 000 (4,7%) |
| 438   | 29 de marzo de 2010      | 474 000 (4,3%) |
| 439   | 30 de marzo de 2010      | 461 000 (5,4%) |
| 440   | 30 de marzo de 2010      | 518 000 (5,0%) |
| 441   | 30 de marzo de 2010      | 461 000 (5,6%) |
| 442   | 30 de marzo de 2010      | 473 000 (4,7%) |
| 443   | 1 de abril de 2010       | 396 000 (4,1%) |
| 444   | 2 de abril de 2010       | 294 000 (3,1%) |
| 445   | 5 de abril de 2010       | 613 000 (5,4%) |
| 446   | 6 de abril de 2010       | 451 000 (3,8%) |
| 447   | 7 de abril de 2010       | 513 000 (4,6%) |
| 448   | 8 de abril de 2010       | 434 000 (4,2%) |
| 449   | 9 de abril de 2010       | 435 000 (4,8%) |
| 450   | 12 de abril de 2010      | 554 000 (4,9%) |
| 451   | 13 de abril de 2010      | 555 000 (4,8%) |
| 452   | 14 de abril de 2010      | 524 000 (4,6%) |
| 453   | 15 de abril de 2010      | 553 000 (5,0%) |
| 454   | 16 de abril de 2010      | 479 000 (4,6%) |
| 455   | 19 de abril de 2010      | 451 000 (4,3%) |
| 456   | 20 de abril de 2010      | 448 000 (4,2%) |
| 457   | 21 de abril de 2010      | 588 000 (5,3%) |
| 458   | 22 de abril de 2010      | 470 000 (4,3%) |
| 459   | 23 de abril de 2010      | 416 000 (4,5%) |
| 460   | 26 de abril de 2010      | 374 000 (3,8%) |
| 461   | 27 de abril de 2010      | 405 000 (4,3%) |
| 462   | 28 de abril de 2010      | 303 000 (2,9%) |
| 463   | 29 de abril de 2010      | 383 000 (4,0%) |
| 464   | 30 de abril de 2010      | 387 000 (4,5%) |
| 465   | 3 de mayo de 2010        | 627 000 (5,3%) |
| 466   | 4 de mayo de 2010        | 409 000 (3,4%) |
| 467   | 5 de mayo de 2010        | 499 000 (4,5%) |
| 468   | 6 de mayo de 2010        | 455 000 (4,5%) |
| 469   | 7 de mayo de 2010        | 410 000 (4,0%) |
| 470   | 10 de mayo de 2010       | 481 000 (4,3%) |
| 471   | 11 de mayo de 2010       | 446 000 (4,1%) |
| 472   | 12 de mayo de 2010       | 558 000 (4,7%) |
| 473   | 13 de mayo de 2010       | 509 000 (4,6%) |
| 474   | 14 de mayo de 2010       | 450 000 (4,4%) |
| 475   | 17 de mayo de 2010       | 462 000 (4,8%) |
| 476   | 18 de mayo de 2010       | 350 000 (3,8%) |
| 477   | 19 de mayo de 2010       | 422 000 (4,6%) |
| 478   | 20 de mayo de 2010       | 360 000 (4,0%) |
| 479   | 21 de mayo de 2010       | 375 000 (4,7%) |
| 480   | 24 de mayo de 2010       | 413 000 (4,3%) |
| 481   | 25 de mayo de 2010       | 428 000 (4,6%) |
| 482   | 26 de mayo de 2010       | 396 000 (4,3%) |
| 483   | 27 de mayo de 2010       | 424 000 (4,2%) |
| 484   | 28 de mayo de 2010       | 331 000 (3,6%) |
| 485   | 31 de mayo de 2010       | 353 000 (3,8%) |
| 486   | 1 de junio de 2010       | 360 000 (3,7%) |
| 487   | 2 de junio de 2010       | 370 000 (4,0%) |
| 488   | 3 de junio de 2010       | 347 000 (3,7%) |
| 489   | 4 de junio de 2010       | 296 000 (3,8%) |
| 490   | 7 de junio de 2010       | 368 000 (4,0%) |
| 491   | 8 de junio de 2010       | 396 000 (3,9%) |
| 492   | 9 de junio de 2010       | 441 000 (4,2%) |
| 493   | 10 de junio de 2010      | 382 000 (3,9%) |
| MEDIA | MEDIA                    | *              |